# Claudia Zaczkiewiczová
Claudia Zaczkiewiczová, rozená Reidicková (* 4. července 1962 Oberhausen), je bývalá německá atletka, která startovala hlavně na 100 metrů překážek.
Startovala za Západní Německo na Letních olympijských hrách v Soulu (1988) na 100 metrů překážek, kde získala bronzovou medaili.